# Тварини Черкаської області, занесені до Червоної книги України
Список тварин Черкаської області, занесених до Червоної книги України.

## Статистика
До списку входить 119 видів тварин, з них:
- Кишковопорожнинних — 0;
- Круглих червів — 1;
- Кільчастих червів 0;
- Членистоногих — 64;
- Молюсків — 1;
- Хордових — 53.

Серед них за природоохоронним статусом: 
- Вразливих — 46;
- Рідкісних — 35;
- Недостатньо відомих  — 4;
- Неоцінених — 7;
- Зникаючих — 27;
- Зниклий у природі — 0;
- Зниклих — 0.

## Список видів
| № п/п | Українська назва виду                               | Латинська назва виду         | Природоохоронний статус | Тип          |
| ----- | --------------------------------------------------- | ---------------------------- | ----------------------- | ------------ |
| 1     | Абія блискуча                                       | Abia nitens                  | Рідкісний               | Членистоногі |
| 2     | Андрена золотонога                                  | Andrena chrysopus            | Рідкісний               | Членистоногі |
| 3     | Бабка перев'язана                                   | Sympetrum pedemontanum       | Вразливий               | Членистоногі |
| 4     | Багатозв'яз гірський український                    | Polydesmus montanus          | Рідкісний               | Членистоногі |
| 5     | Баранець великий (дупель)                           | Gallinago media              | Зникаючий               | Хордові      |
| 6     | Бистрянка російська                                 | Alburnoides rossicus         | Зникаючий               | Хордові      |
| 7     | Бражник дубовий                                     | Marumba quercus              | Рідкісний               | Членистоногі |
| 8     | Бражник мертва голова                               | Acherontia atropos           | Рідкісний               | Членистоногі |
| 9     | Бражник прозерпіна                                  | Proserpinus proserpina       | Рідкісний               | Членистоногі |
| 10    | Бражник скабіозовий                                 | Hemaris tityus               | Рідкісний               | Членистоногі |
| 11    | Ведмедиця-господиня                                 | Callimorpha dominula         | Вразливий               | Членистоногі |
| 12    | Вечірниця мала                                      | Nyctalus leisleri            | Рідкісний               | Хордові      |
| 13    | Вечірниця руда                                      | Nyctalus noctula             | Вразливий               | Хордові      |
| 14    | Видра річкова                                       | Lutra lutra                  | Неоцінений              | Хордові      |
| 15    | Вирезуб причорноморський                            | Rutilus frisii               | Зникаючий               | Хордові      |
| 16    | Вусач альпійський                                   | Rosalia alpina               | Вразливий               | Членистоногі |
| 17    | Вусач великий дубовий                               | Cerambyx cerdo               | Вразливий               | Членистоногі |
| 18    | Вусач земляний хрестоносець (коренеїд хрестоносець) | Dorcadion equestre           | Вразливий               | Членистоногі |
| 19    | Вусач мускусний                                     | Aromia moschata              | Вразливий               | Членистоногі |
| 20    | Вусач-червонокрил Келлера                           | Purpuricenus kaehleri        | Вразливий               | Членистоногі |
| 21    | Вухань австрійський                                 | Plecotus austriacus          | Рідкісний               | Хордові      |
| 22    | Вухань звичайний                                    | Plecotus auritus             | Вразливий               | Хордові      |
| 23    | Гадюка Нікольського, гадюка лісостепова             | Vipera nikolskii             | Рідкісний               | Хордові      |
| 24    | Гіпаніс левіускула                                  | Hypanis laeviuscula          | Вразливий               | Молюски      |
| 25    | Голуб-синяк                                         | Columba oenas                | Вразливий               | Хордові      |
| 26    | Горіхотворка велетенська                            | Ibalia rufipes               | Рідкісний               | Членистоногі |
| 27    | Горностай                                           | Mustela erminea              | Неоцінений              | Хордові      |
| 28    | Джміль вірменський                                  | Bombus armeniacus            | Зникаючий               | Членистоногі |
| 29    | Джміль глинистий                                    | Bombus argillaceus           | Вразливий               | Членистоногі |
| 30    | Джміль моховий                                      | Bombus muscorum              | Рідкісний               | Членистоногі |
| 31    | Джміль пахучий                                      | Bombus fragrans              | Зникаючий               | Членистоногі |
| 32    | Дибка степова                                       | Saga pedo                    | Рідкісний               | Членистоногі |
| 33    | Дисцелія зональна                                   | Discoelius zonalis           | Рідкісний               | Членистоногі |
| 34    | Дозорець-імператор                                  | Anax imperator               | Вразливий               | Членистоногі |
| 35    | Ендроміс березовий                                  | Endromis versicolora         | Вразливий               | Членистоногі |
| 36    | Жук-олень, рогач звичайний                          | Lucanus cervus               | Рідкісний               | Членистоногі |
| 37    | Жук-самітник                                        | Osmoderma barnabita          | Вразливий               | Членистоногі |
| 38    | Зегрис Евфема                                       | Zegris eupheme               | Зникаючий               | Членистоногі |
| 39    | Змієїд                                              | Circaetus gallicus           | Рідкісний               | Хордові      |
| 40    | Йорж Балона                                         | Gymnocephalus baloni         | Неоцінений              | Хордові      |
| 41    | Йорж носар                                          | Gymnocephalus acerinus       | Зникаючий               | Хордові      |
| 42    | Кажан пізній                                        | Eptesicus serotinus          | Вразливий               | Хордові      |
| 43    | Канюк степовий                                      | Buteo rufinus                | Рідкісний               | Хордові      |
| 44    | Ковалик сплощений                                   | Neopristilophus depressus    | Рідкісний               | Членистоногі |
| 45    | Коловодник ставковий (поручайник)                   | Tringa stagnatilis           | Зникаючий               | Хордові      |
| 46    | Кольпоциклоп прісноводний                           | Colpocyclops dulcis          | Вразливий               | Членистоногі |
| 47    | Комарівка італійська                                | Bittacus italicus            | Вразливий               | Членистоногі |
| 48    | Коник-товстун степовий                              | Callimenus multituberculatus | Зникаючий               | Членистоногі |
| 49    | Кошеніль польська                                   | Porphyropha polonica         | Недостатньо відомий     | Членистоногі |
| 50    | Красик веселий (Пістрянка весела)                   | Zygaena laeta                | Зникаючий               | Членистоногі |
| 51    | Красотіл пахучий                                    | Calosoma sycophanta          | Вразливий               | Членистоногі |
| 52    | Крячок каспійський                                  | Hydroprogne caspia           | Вразливий               | Хордові      |
| 53    | Крячок малий                                        | Sterna albifrons             | Рідкісний               | Хордові      |
| 54    | Ксилокопа звичайна (бджола-тесляр звичайна)         | Xylocopa valga               | Рідкісний               | Членистоногі |
| 55    | Ксилокопа фіолетова (бджола-тесляр фіолетова)       | Xylocopa violacea            | Рідкісний               | Членистоногі |
| 56    | Ктенофора прикрашена                                | Ctenophora festiva           | Зникаючий               | Членистоногі |
| 57    | Ктир велетенський                                   | Satanas gigas                | Вразливий               | Членистоногі |
| 58    | Кулик-сорока                                        | Haematopus ostralegus        | Вразливий               | Хордові      |
| 59    | Кульон середній (кроншнеп середній)                 | Numenius phaeopus            | Зникаючий               | Хордові      |
| 60    | Кутора мала                                         | Neomys anomalus              | Рідкісний               | Хордові      |
| 61    | Лелека чорний                                       | Ciconia nigra                | Рідкісний               | Хордові      |
| 62    | Лилик двоколірний                                   | Vespertilio murinus          | Вразливий               | Хордові      |
| 63    | Лунь лучний                                         | Circus pygargus              | Вразливий               | Хордові      |
| 64    | Люцина                                              | Hamearis lucina              | Вразливий               | Членистоногі |
| 65    | Лярра анафемська                                    | Larra anathema               | Неоцінений              | Членистоногі |
| 66    | Мантіспа штирійська                                 | Mantispa styriaca            | Рідкісний               | Членистоногі |
| 67    | Махаон                                              | Papilio machaon              | Вразливий               | Членистоногі |
| 68    | Мегариса рогохвостова                               | Megarhyssa superba           | Рідкісний               | Членистоногі |
| 69    | Мелітурга булавовуса                                | Melitturga clavicornis       | Вразливий               | Членистоногі |
| 70    | Минь річковий                                       | Lota lota                    | Вразливий               | Хордові      |
| 71    | Мишівка лісова                                      | Sicista betulina             | Рідкісний               | Хордові      |
| 72    | Мишівка степова                                     | Sicista subtilis             | Зникаючий               | Хордові      |
| 73    | Мідянка звичайна                                    | Coronella austriaca          | Вразливий               | Хордові      |
| 74    | Мінога українська                                   | Eudontomyzon mariae          | Зникаючий               | Хордові      |
| 75    | Мнемозина                                           | Parnassius mnemosyne         | Вразливий               | Членистоногі |
| 76    | Нетопир звичайний                                   | Pipistrellus pipistrellus    | Вразливий               | Хордові      |
| 77    | Нетопир Натузіуса                                   | Pipistrellus nathusii        | Неоцінений              | Хордові      |
| 78    | Нічниця водяна                                      | Myotis daubentonii           | Вразливий               | Хордові      |
| 79    | Норка європейська                                   | Mustela lutreola             | Зникаючий               | Хордові      |
| 80    | Орлан-білохвіст                                     | Haliaeetus albicilla         | Рідкісний               | Хордові      |
| 81    | Пилкохвіст лісовий                                  | Poecilimon schmidtii         | Вразливий               | Членистоногі |
| 82    | Підорлик малий                                      | Aquila pomarina              | Рідкісний               | Хордові      |
| 83    | Подалірій                                           | Iphiclides podalirius        | Вразливий               | Членистоногі |
| 84    | Поліксена                                           | Zerynthia polyxena           | Вразливий               | Членистоногі |
| 85    | Райдужниця велика                                   | Apatura iris                 | Вразливий               | Членистоногі |
| 86    | Сапіга-полохрум                                     | Polochrum repandum           | Рідкісний               | Членистоногі |
| 87    | Сатир залізний                                      | Hipparchia statilinus        | Рідкісний               | Членистоногі |
| 88    | Сатурнія велика                                     | Saturnia pyri                | Вразливий               | Членистоногі |
| 89    | Сатурнія мала                                       | Eudia pavonia                | Рідкісний               | Членистоногі |
| 90    | Сатурнія руда                                       | Aglia tau                    | Вразливий               | Членистоногі |
| 91    | Сатурнія середня                                    | Eudia spini                  | Зникаючий               | Членистоногі |
| 92    | Сиворакша                                           | Coracias garrulus            | Зникаючий               | Хордові      |
| 93    | Синявець Буадюваля (синявець ероїдес)               | Polyommatus boisduvalii      | Зникаючий               | Членистоногі |
| 94    | Скопа                                               | Pandion haliaetus            | Зникаючий               | Хордові      |
| 95    | Сліпак подільський                                  | Spalax zemni                 | Недостатньо відомий     | Хордові      |
| 96    | Сова довгохвоста                                    | Strix uralensis              | Недостатньо відомий     | Хордові      |
| 97    | Совка розкішна                                      | Staurophora celsia           | Рідкісний               | Членистоногі |
| 98    | Совка сокиркова                                     | Periphanes delphinii         | Вразливий               | Членистоногі |
| 99    | Соня садова                                         | Eliomys quercinus            | Зникаючий               | Хордові      |
| 100   | Стафілін волохатий                                  | Emus hirtus                  | Рідкісний               | Членистоногі |
| 101   | Стерлядь прісноводна                                | Acipenser ruthenus           | Зникаючий               | Хордові      |
| 102   | Стрічкарка блакитна                                 | Catocala fraxini             | Вразливий               | Членистоногі |
| 103   | Стрічкарка орденська малинова                       | Catocala sponsa              | Рідкісний               | Членистоногі |
| 104   | Стрічкарка тополева                                 | Limenitis populi             | Вразливий               | Членистоногі |
| 105   | Тріскачка ширококрила                               | Bryodemella tuberculata      | Зникаючий               | Членистоногі |
| 106   | Турун Ештрайхера                                    | Carabus estreicheri          | Вразливий               | Членистоногі |
| 107   | Тушканчик великий                                   | Allactaga jaculus            | Рідкісний               | Хордові      |
| 108   | Тхір лісовий                                        | Mustela putorius             | Неоцінений              | Хордові      |
| 109   | Тхір степовий                                       | Mustela eversmanni           | Зникаючий               | Хордові      |
| 110   | Хом'як звичайний                                    | Cricetus cricetus            | Неоцінений              | Хордові      |
| 111   | Хом'ячок сірий                                      | Cricetulus migratorius       | Недостатньо відомий     | Хордові      |
| 112   | Хохуля руська                                       | Desmana moschata             | Зникаючий               | Хордові      |
| 113   | Хромадоріна двоока                                  | Chromadorina bioculata       | Зникаючий               | Круглі черви |
| 114   | Цератофій багаторогий                               | Ceratophyus polyceros        | Вразливий               | Членистоногі |
| 115   | Широковух європейський                              | Barbastella barbastellus     | Зникаючий               | Хордові      |
| 116   | Шуліка рудий                                        | Milvus milvus                | Зникаючий               | Хордові      |
| 117   | Шуліка чорний                                       | Milvus migrans               | Вразливий               | Хордові      |
| 118   | Ялець звичайний                                     | Leuciscus leuciscus          | Вразливий               | Хордові      |
| 119   | Ящірка зелена                                       | Lacerta viridis              | Вразливий               | Хордові      |